# Antonio Marceglia (F 597)
Antonio Marceglia (F 597) je víceúčelová fregata Italského námořnictva, která je v aktivní službě od roku 2019. Jedná se o osmou jednotku italské třídy Carlo Bergamini.

## Stavba lodi a služba
Kýl lodi byl pložen položena 12. července 2015 a její slavnostní spuštění na vodu proběhlo v továrnách Fincantieri v Rivě Trigoso. Do provozu byla loď uvedena 16. dubna 2019.
Antonio Marceglia úspěšně odpálila střelu Aster 30 během cvičení Formidable Shield 26. května 2021. Dne 9. června 2021 se loď zúčastnila cvičení BALTOPS 2021.

## Výzbroj

### Protilodní výzbroj
V rámci protilodní výzbroje je loď vybavena jedním 127mm lodním kanónem Otobreda, jedním 76mm lodním kanónem OTO Melara, dvěma dálkově ovládanými 25mm automatickými kanóny Oerlikon KBA  a osmi vypouštěcími kontejnery pro italské protilodní střely Teseo Mk 2.

### Protiletadlová výzbroj
Antonio Marceglia je vyzbrojena jedním šestnáctinásobným vertikálním odpalovacím systémem Sylver A50 pro protiletadlové řízené střely Aster 15 nebo Aster 30.

### Protiponorková výzbroj
Fregata disponuje dvěma trojitými torpédomety Leonardo B515/3 pro 324mm torpéda MU90 Impact.